# FK Pobeda Prilep
FK Pobeda (makedonski: ФК Победа) bio je nogometni klub iz grada Prilepa, Sjeverna Makedonija.

## Povijest
Klub je osnovan 1941. godine pod imenom Goce Delčev, nazvan po istoimenom revolucionaru. Godine 1950. preimenovan je u FK Pobeda. FK Pobeda je dva puta osvojila Prvu ligu Makedonije, osam puta Republičku ligu u Jugoslaviji), jednom Makedonski nogometni kup, osam puta Republički kup u Jugoslaviji. Njihovo prvo veliko razdoblje bile su 1950-e, kada su 1951. prvi put osvojili Republički kup. Godinu dana kasnije Pobeda je osvojila prvi naslov prvaka 1952., a 1954. drugi. Sljedeći trofej čekali su 4 godine, drugi put su osvojili republički kup 1958. Sljedeće godine, 1959., ponovno su postali prvaci SR Makedonije. Svoj pobjednički niz nastavili su u 1960-im. Pobeda je osvojila svoj 3. kup 1960., a 4. kup 1961. Sljedeće godine osvojen je novi naslov prvaka 1962., a potom i dupla kruna 1963. Zadnji trofej u 1960-ima bio je Kup Republike 1964. po 6. put. Krajem 1960-ih i početkom 1970-ih Pobeda je imala razdoblje stagnacije iako je većinu vremena bila na vrhu, a i u kupu su igrali dosta dobro. Nakon 13 godina Pobeda ponovno osvaja kup 1977. i to po sedmi put. Dvije godine kasnije Pobeda je osvojila svoj 5. naslov nakon 16 godina čekanja. Godine 1981. Pobeda je 7. put postala prvak SR Makedonije. Zadnje uspješno razdoblje u klupskoj povijesti bile su  1980-e. Osmi naslov prvaka osvojili su 1986. Sljedeće godine ponovno su osvojili kup, ujedno i posljednji za vrijeme Jugoslavije.
Razdoblje 1990-ih, nakon osamostaljenja Makedonije, nije donijelo previše uzbuđenja navijačima Pobede i morali su pričekati neka bolja vremena. Početak 2000-ih bio je dobar znak i dugo razdoblje čekanja je prošlo. Godine 2002. došlo je vrijeme da se prvi i jedini put osvoji makedonski nogometni kup. Dvije godine kasnije klub je osvojio naslov prvaka 2004., prvi put od osamostaljenja Makedonije. Tri godine kasnije, 2007., Pobeda je ponovno osvojila prvenstvo. Također, Pobeda je deset puta igrala u europskim natjecanjima. Dana 27. ožujka 2009., UEFA, vladajuće nogometno tijelo u Europi, optužila je FK Pobedu za namještanje utakmica s Pjunikom u kvalifikacijama za Ligu prvaka 2004. Nakon toga proglašeni su krivima i zabranjeno im je sudjelovanje u natjecanjima UEFA-e na osam godina.
Klub nasljednik koji polaže pravo na Pobedine odličja i rekorde osnovan je 2010. godine pod imenom Viktorija, kasnije preimenovan u Pobeda Junior, a zatim u ime izvornog kluba. Međutim, oni se zakonski ne smatraju nasljednicima izvorne Pobede, a Nogometni savez Makedonije ne priznaje rezultate i titule starog kluba kao rezultate i titule novog kluba.

## Rivalstva
Najveći rivali kluba su Pelister, a utakmice između timova zove se Derbi Pelagonije.

## Navijači
Navijači FK Pobeda zvali su se Majmuni.

## Uspjesi
Makedonska republička nogometna liga
- 1952., 1953./54., 1958./59., 1961./62., 1962./63., 1978./79., 1980./81., 1985./86.

Prva makedonska nogometna liga
- 2003./04., 2006./07.

Makedonski republički nogometni kup
- 1951., 1958., 1960., 1961., 1963., 1964., 1977., 1987.

Makedonski nogometni kup
- 2001./02.

## Vanjske poveznice
- Službena web-stranica